# Liste der Baudenkmäler im Kölner Stadtteil Godorf
Die folgende Liste enthält die in der Denkmalliste ausgewiesenen Baudenkmäler auf dem Gebiet des Stadtteils Köln-Godorf, Stadtbezirk Köln-Rodenkirchen, Nordrhein-Westfalen.
Hinweis: Die Reihenfolge der Baudenkmäler in dieser Liste orientiert sich an den Straßennamen und ist alternativ nach Hausnummern, Denkmallistennummer oder Bezeichnung sortierbar.
Basis ist die offizielle Kölner Denkmalliste (Stand: 16. August 2012), die Baudenkmäler und Denkmalbereiche auflistet. Dabei kann es sich beispielsweise um Sakralbauten, Wohn- und Fachwerkhäuser, historische Gutshöfe und Adelsbauten, Industrieanlagen, Wegekreuze und andere Kleindenkmäler sowie Grabmale und Grabstätten, die eine besondere Bedeutung für die Geschichte Kölns haben, handeln. Grundlage für die Aufnahme in die offiziellen Denkmallisten ist das Denkmalschutzgesetz Nordrhein Westfalens.

| Bild            | Bezeichnung                                   | Lage                           | Beschreibung | Bauzeit | Einge- tragen seit | Denk- mal- nr. |
| --------------- | --------------------------------------------- | ------------------------------ | ------------ | ------- | ------------------ | -------------- |
| Fotos hochladen | Ehem. Hofanlage                               | Godorf Godorfer Hauptstr. 29   |              |         | 17. April 1990     | 5552           |
| Fotos hochladen | Schule                                        | Godorf Godorfer Hauptstr. 73   |              |         | 1. Juli 1980       | 191            |
| Fotos hochladen | Hofanlage mit Laubenhaus                      | Godorf Godorfer Hauptstr. 81   |              |         | 27. Mai 1998       | 8316           |
| Fotos hochladen | Wohnhaus                                      | Godorf Immendorfer Str. 1      |              |         | 27. Dezember 1984  | 2787           |
| Fotos hochladen | Friedhof                                      | Godorf Immendorfer Str. o. Nr. |              |         | 1. Juli 1980       | 203            |
| Fotos hochladen | Kirche St. Katharina, Kreuzwegstationen u. ä. | Godorf Immendorfer Str. o. Nr. |              |         | 20. Januar 1982    | 951            |
| Fotos hochladen | Wohnhaus                                      | Godorf Meschenicher Str. 439   |              |         | 30. September 1987 | 4282           |
| Fotos hochladen | Windmühle und Hofanlage                       | Godorf Mühlenhof o. Nr.        |              |         | 1. Oktober 1981    | 777            |